# Hámos György
Hámos György, 1930-ig Holländer Hugó György (Budapest, Terézváros, 1910. június 1. – Budapest, 1976. január 9.) Kossuth-díjas magyar elbeszélő, forgatókönyvíró, műkritikus, újságíró, humorista.

## Életpályája
Holländer Hugó közegészségügyi segédfelügyelő és Salamon Jenni fia. A budapesti Pázmány Péter Tudományegyetemen jogtudományi doktori oklevelet szerzett. 1932-től a Pester Lloyd újságírója volt. 1933-tól 1942-ig az Új Idők segédszerkesztője volt. A második világháború alatt munkaszolgálatos volt a Gyergyói-havasokban, illetve a Gyimesekben. 1948–1949 között felelős szerkesztője volt. 1945–1951 között a Budapesti Rendőr-főkapitányság alezredese, majd ezredese volt. 1948–49-ben az Új Idők felelős szerkesztőjének választották. 1951–1953 között az Országos Béketanács munkatársa, majd a Magyar Rendőr című lapot szerkesztette. 1955–1956 között az Irodalmi Újság, 1958-tól pedig a Filmvilág szerkesztőjeként dolgozott. 1957–1968 között öt film forgatókönyvét írta meg. 1964-től az Élet és Irodalom tévékritikusa volt.
Napilapokban, irodalmi lapokban megjelent humoreszkjei széles körben népszerűek voltak. Ironikus jegyzeteivel rendszeresen szerepelt a rádió műsorában.

## Filmjei
- Két vallomás (1957)
- Rangon alul (1960)
- Mici néni két élete (1962)
- Tilos a szerelem (1965)
- Alfa Rómeó és Júlia (1968)

## Művei
- Aranycsillag (operett, 1950)
- Négy történet a békéről. Örkény Istvánnal, Palotai Borissal, Sándor Kálmánnal. (Békebizottságok Kiskönyvtára, Budapest, 1951)
- Harcok és harcosok (riportok, 1952)
- A nép védelmében (két elbeszélés, 1953)
- Mici néni két élete (kisregény, 1962)
- Pótkötettel a halhatatlanságba (cikkek, irodalmi riportok, 1967)
- Mögöttem állok. Összegyűjtött ürügyeim (karcolatok, humoreszkek, 1968)
- Van-e viszonya? (kritikák, karcolatok, humoreszkek, 1969)
- Írásból felmentve (humoreszkek, 1973)
- Szatírák könyve (válogatott írások, 1973)
- Mi kell a halhatatlansághoz? (humoreszkek, karcolatok, 1977)
- Egyszer volt egy Magyar Televízió. Az első 25 évről. Galsai Pongrác, Hámos György, Pernye András és Sándor György 1981 előtt megjelent könyveiből; MTV, Bp., 2009

## Díjai, elismerései
- Kossuth-díj (1951)
- Munka Érdemrend (1955, 1969, 1970)
- Gábor Andor-díj (1968)
- József Attila-díj (1970)